# Kleingebiet Tokaj
Das Kleingebiet Tokaj [ˈtokɒj] (ungarisch Tokaji kistérség) war bis Ende 2012 eine ungarische Verwaltungseinheit (LAU 1) innerhalb des Komitats Borsod-Abaúj-Zemplén. Im Zuge der Verwaltungsreform von 2013 gingen alle Ortschaften  in den Kreis Tokaj (ungarisch Tokaji járás) über. Neben dem Kleingebiet Sárospatak war das Kleingebiet Tokaj das einzige im Komitat, dessen Grenzen unverändert blieben.
Ende 2012 zählte das Kleingebiet auf 255,81 km² Fläche 13.383 Einwohner. Der Verwaltungssitz befand sich in der einzigen Stadt Tokaj (4.524 Ew.).

## Ortschaften
| Bodrogkeresztúr | Bodrogkisfalud | Csobaj | Erdőbénye   | Szegi       |
| Szegilong       | Taktabáj       | Tarcal | Tiszaladány | Tiszatardos |
| Tokaj           |                |        |             |             |